# Schlossplatz Varel

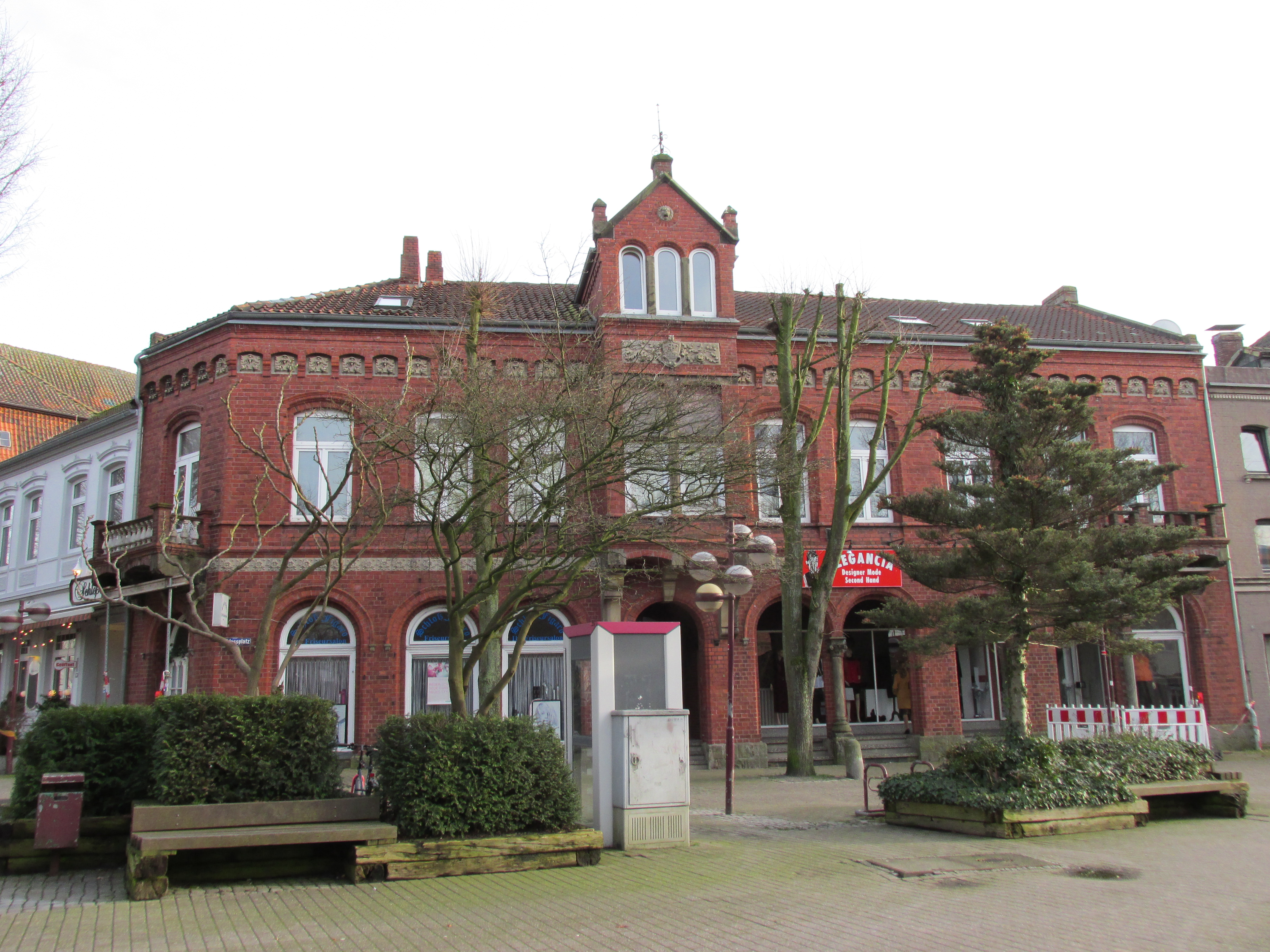
Haus Schloßplatz 9

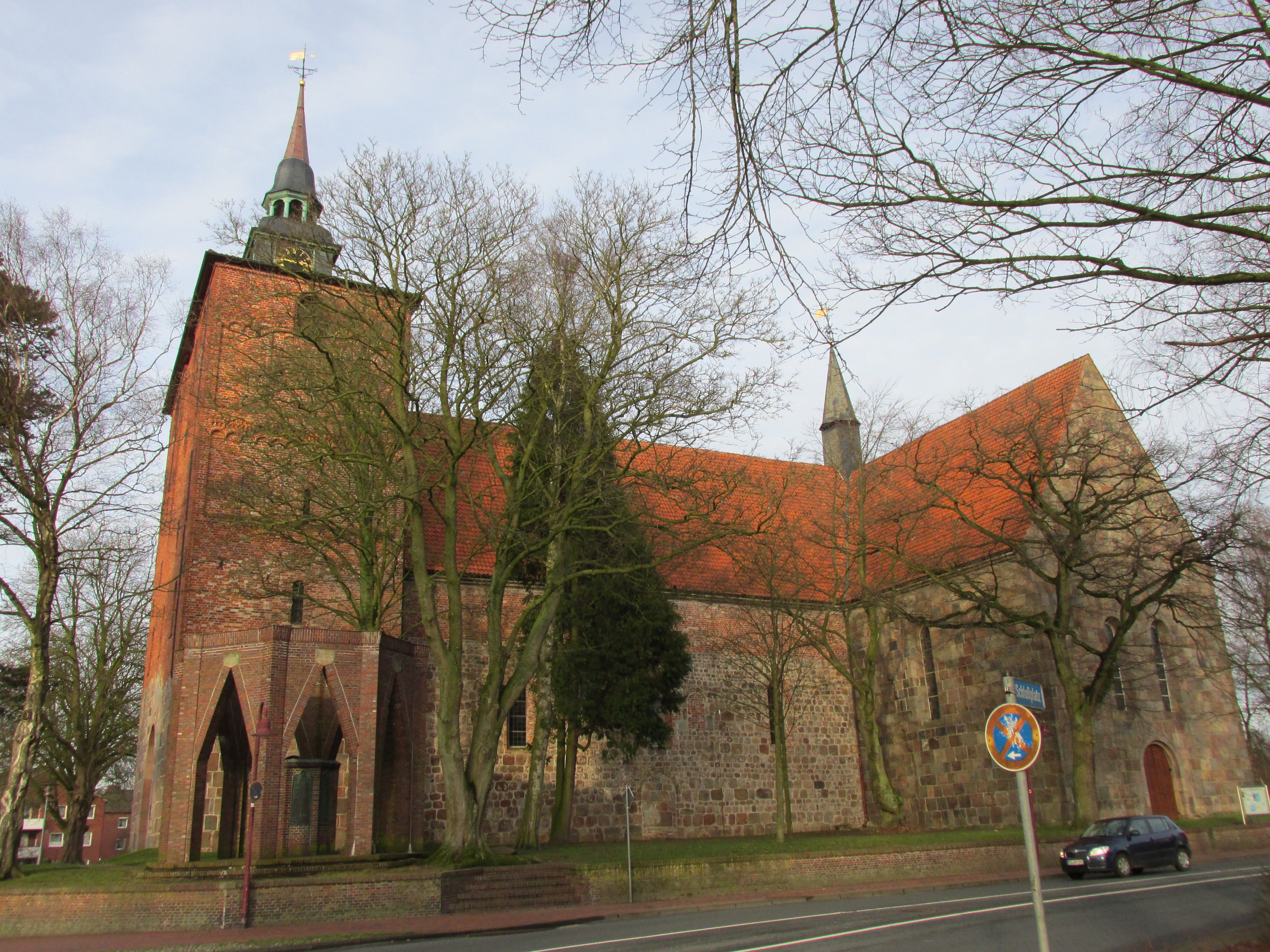
Schlosskirche St. Peter

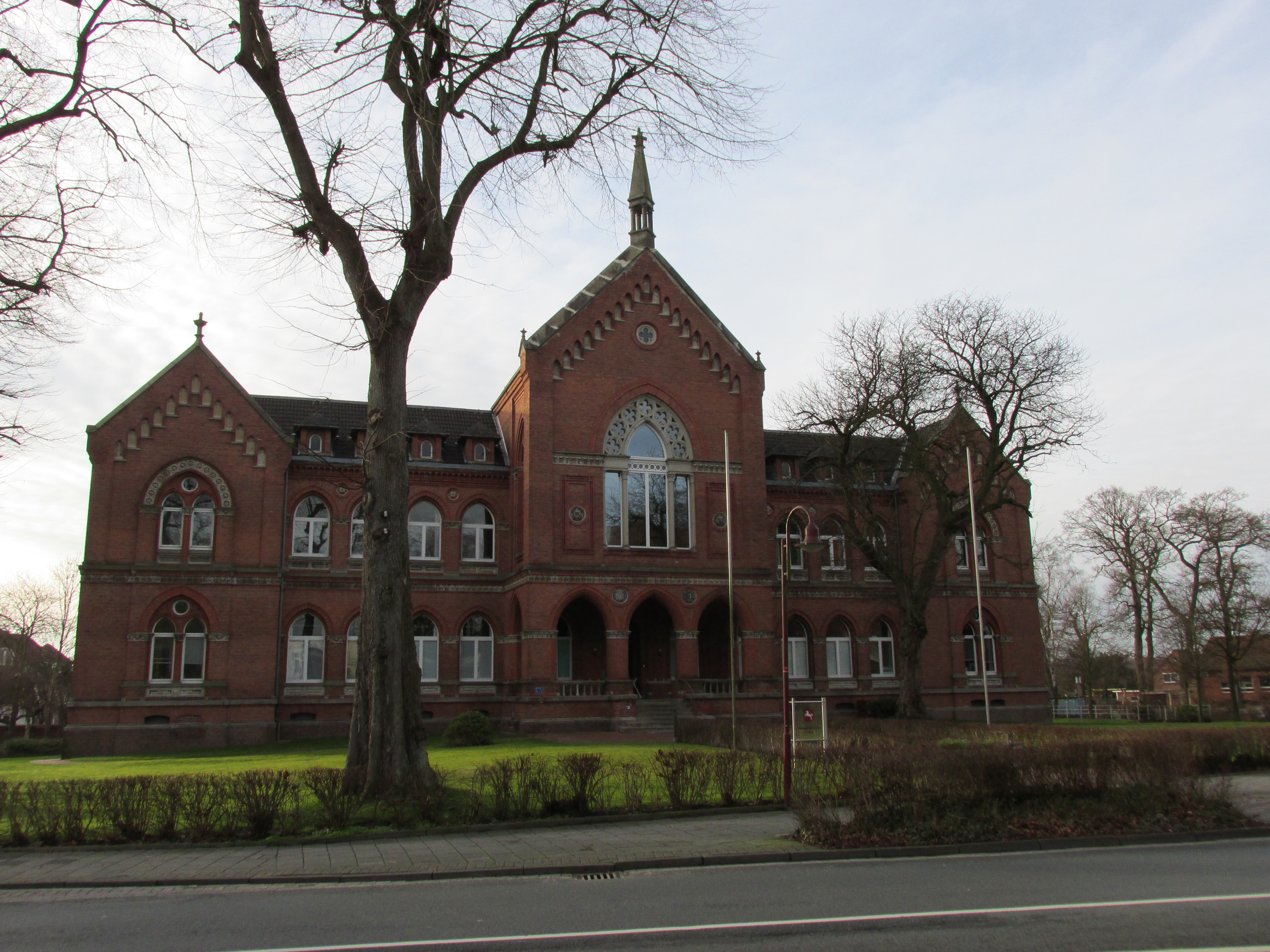
Amtsgericht Varel

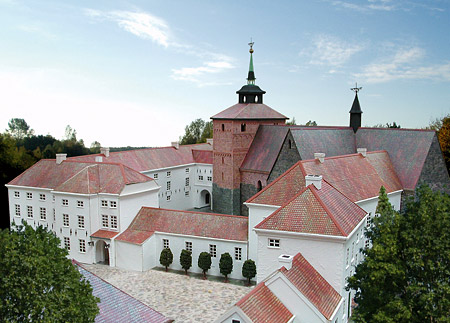
Modell des Vareler Schlosses

Der Schlossplatz Varel ist ein historischer Platz und war von 1556 bis ins 19. Jahrhundert mit dem Vareler Schloss bebaut. Heute dient er überwiegend für öffentliche Veranstaltungen. 

## Geschichte und Entwicklung
Bis zum Jahr 1816 war der Platz Standort des Vareler Schlosses. Nachdem es abbrannte, blieben nur der Ostflügel und die Reithalle erhalten. Im Jahr 1874 wurde hier das von den Bürgern gesponserte Germaniadenkmal zum Gedenken an die Opfer des Deutsch-Französischen Krieges von 1870–1871 errichtet. Im Jahr 1972 wurde es vor das Amtsgericht versetzt. 
Im Jahr 1876 forderte man einen neuen größeren Marktplatz. Der Schlossplatz schien gut dafür geeignet. Der Ostflügel des Schlosses musste beseitigt werden. Dem Obergericht Varel wären dadurch jedoch Räumlichkeiten verloren gegangen, die allerdings benötigt wurden. Da ein Neubau des Obergerichts noch nicht geplant war, beschloss man laut dem Vorschlag vom Baurat Lasius, das gesamte Schloss abzubrechen. Anliegende Grundstücke wurden verkauft und bebaut. Diedrich Klävemann, der damalige Stadtdirektor, nahm einen großen Einfluss auf die Gestaltung und Bebauung des Schlossplatzes. 
Der „Gummibahnhof“, ein Omnibusbahnhof, an der Stelle des Klettergerüsts, musste weichen. Seit 1969 besteht der Schlossplatz in seiner heutigen Form. Angrenzende Gebäude sind unter anderem das Amtsgericht Varel und die Schlosskirche.

## Gestaltung
Der Schlossplatz ist ein nahezu vollständig erhaltenes Beispiel für die gründerzeitliche, historisierende Baukunst. Mit ursprünglich 14 Linden und 14 Sandsteinsäulen war der Platz damals gut verziert. Nicht alle Linden blieben erhalten. Ein paar Säulen wanderten vor das Heimatmuseum am Neumarkt und die Windmühle.